# Deutsche Judo-Bundesliga
Die Judo-Bundesliga ist die höchste Liga für Judo-Mannschaften in Deutschland. Sie wird vom Deutschen Judo-Bund ausgerichtet und ermittelt den deutschen Mannschaftsmeister. 

## Struktur
Die Bundesliga der Männer ist in Nord- und Südgruppe geteilt, denen jeweils neun Vereine angehören sollen. Die Bundesliga der Frauen ist in vier regionale Staffeln aufgeteilt, denen jeweils sechs Vereine angehören sollen.
Bei den Männern qualifizieren sich die zwei erstplatzierten Mannschaften aus Nord- und Südstaffel direkt für die Finalrunde. Die Finalrunde der vier letzten Mannschaften wird dann, ähnlich dem Final Four in anderen Sportarten, jedoch an nur einem Tag, ausgekämpft. Dabei tritt das jeweils erstplatzierte gegen das zweitplatzierte Team der anderen Staffel an. Bei den Frauen qualifizieren sich die zwei bestplatziertesten Vereine der jeweiligen Staffel für die Play-offs. Diese werden in Turnierform mit jeweils 4 Teams ausgetragen, wobei sich die Erst- und Zweitplatzierten für die Finalrunde qualifizieren.
Der Deutsche Meister sowie die Zweit- und Drittplatzierten haben das Recht Deutschland im Europapokal der Landesmeister zu vertreten, welcher von der Europäischen Judo Union seit 2010 zur offiziellen Europameisterschaft für Clubs erhoben wurde.
Die zwei jeweils letztplatzierten Mannschaften der Bundesliga Nord und Süd der Männer steigen direkt in die 2. Bundesliga ab.

### Strukturveränderungen

#### Reform 2012
Im Jahr 2012 wurde die Judo-Bundesliga der Männer einer Reform unterworfen, bei der das bis 2011 als K.-o.-Runde ausgeführte Viertelfinale mit Hin- und Rückkampf ausgetragen wird. Die vier verbleibenden Teams kämpfen dann wie bisher an einem Tag und an einem Ort um den Titel des Deutschen Meisters. Ebenfalls 2012 wurden auch die Gruppe Nord und Süd von bisher jeweils 8 auf 6 Mannschaften reduziert.

#### Reform 2014
Bei den Frauen erfolgte die Reduzierung von zuvor 9 auf nun 6 Mannschaften im Jahr 2014. Gleichzeitig wurde auch das bisherige Kampfsystem, bei dem 3 Mannschaften je eine Runde gegeneinander kämpfen, durch das bereits bei den Männern übliche System mit Hin- und Rückkampf von 2 Mannschaften ersetzt. Die Finalrunde der Frauen erfolgt weiterhin an einem Tag bei 6 teilnehmenden Mannschaften. Die beiden Erstplatzierten aus Nord- und Südstaffel sind jeweils für das Halbfinale gesetzt. Die zweit- und drittplatzierten Mannschaften kämpfen untereinander die zwei weiteren Plätze der Halbfinals aus. Zuvor wurden die Finalrunden in 2 Pools mit je 3 Mannschaften ausgetragen. Die Sieger dieser Pools haben anschließend das Finale ausgetragen.

#### Reform 2018
Im Jahr 2018 wird die Bundesliga der Männer dahingehend verändert, dass nun 9 statt bisher 6 Mannschaften pro Staffel teilnehmen. Die Viertelfinalkämpfe fallen hierbei weg, so dass die erst- und zweitplatzierten Teams jeder Staffel direkt für das Final Four qualifiziert sind. Durch die Aufstockung der 1. Liga wird die Struktur der 2. Liga verändert. Je nach Anzahl der gemeldeten Mannschaften werden in der 2. Liga 3 bis 4 Staffeln gebildet, die im Idealfall für 9 Mannschaften ausgelegt sind. Zuvor war diese in Nord- und Südstaffel unterteilt und war auf 8 Mannschaften pro Staffel ausgerichtet. Ein Ziel dieser Reform soll sein, dass die Niveauunterschiede zwischen der 1. und 2. Liga verringert werden sollen.

#### Reform 2023
Nachdem die Beteiligung in der Frauen-Bundesliga während der COVID-19-Pandemie auf insgesamt 7 Mannschaften im Jahr 2022 zurückgegangen war, wurde der Beschluss gefasst die 1. und 2. Bundesliga zusammenzulegen. Gleichzeitig erfolgte die Einteilung in 4 regionale Staffeln.

### Teams – Männer 2024
| Nordstaffel | Nordstaffel         | Südstaffel | Südstaffel           |
| Platz       | Verein              | Platz      | Verein               |
| ----------- | ------------------- | ---------- | -------------------- |
| 1.          | Hamburger JT        | 1.         | TSV Abensberg        |
| 2.          | UJKC Potsdam        | 2.         | JSV Speyer           |
| 3.          | SUA Witten          | 3.         | JC Leipzig           |
| 4.          | Remscheider TV      | 4.         | TV 1848 Erlangen     |
| 5.          | JC 66 Bottrop       | 5.         | JC Samurai Offenbach |
| 6.          | KSC Asahi Spremberg | 6.         | TSG Backnang         |
| 7.          | TSV Hertha Walheim  | 7.         | Budo-Club Karlsruhe  |

### Teams – Frauen 2024
| Nord-West | Nord-West             | Süd-West | Süd-West                 | Süd-Ost | Süd-Ost          | Nord-Ost | Nord-Ost                   |   |
| Platz     | Verein                | Platz    | Verein                   | Platz   | Verein           | Platz    | Verein                     |   |
| --------- | --------------------- | -------- | ------------------------ | ------- | ---------------- | -------- | -------------------------- | - |
| 1.        | SUA Witten            | 1.       | JSV Speyer               | 1.      | 1. SC Gröbenzell | 1.       | Berliner Kampfgemeinschaft |   |
| 2.        | JC 66 Bottrop         | 2.       | VfL Sindelfingen         | 2.      | JC Leipzig       | 2.       | JG Sachsenwald             |   |
| 3.        | Post SV Düsseldorf    | 3.       | Judo Club Wiesbaden 1922 | 3.      | SG Eltmann       | 3.       | KSC Asahi Spremberg        |   |
| 4.        | 1. JC Mönchengladbach | 4.       | BC Karlsruhe             | 4.      | TSG Backnang     | 4.       | VfL Stade                  |   |
| 5.        | TSV Hertha Walheim    | 5.       | -                        | 5.      | TSV Altenfurt    | 5.       | KGJ Mecklenburg-Vorpommern |   |
| 6.        | —                     | —        | —                        | —       | —                | —        | —                          | — |

## Kampfmodus
Ein Bundesligakampf wird in zwei Durchgängen ausgetragen. Dabei werden die Einzelkämpfe der 7 verschiedenen Gewichtsklassen (bei den Männern: -60 kg, -66 kg, -73 kg, -81 kg, -90 kg, -100 kg und +100 kg; bei den Frauen: -48 kg, -52 kg, -57 kg, -63 kg, -70 kg, -78 kg und +78 kg) nacheinander ausgetragen, wobei die Reihenfolge der Gewichtsklassen immer kurz vor dem Kampfbeginn ausgelost wird. Im zweiten Durchgang muss jedes Team mindestens drei Kämpfer auswechseln, so dass drei Sportler kämpfen, welche im ersten Durchgang nicht beteiligt waren (bei den Frauen nur zwei).
Für jeden gewonnenen Einzelkampf gibt es einen Punkt in die Mannschaftswertung, d. h. ein Team kann maximal 14 Punkte pro Mannschaftskampf erzielen. Bei einem Unentschieden bekommt keine Mannschaft einen Punkt.

## Geschichte
Der erfolgreichste Verein in der Geschichte der Judo-Bundesliga der Männer ist der TSV Abensberg, der seit 1991 23-mal Deutscher Meister werden konnte, 22 Jahre ununterbrochen in der Finalrunde stand und siebenmal den Europapokal der Landesmeister nach Deutschland holte und wegen der Professionalität seiner Mannschaft auch als der FC Bayern München des Judo bezeichnet wird. Vor der Saison 2015 entschied sich der Verein überraschend für einen Rückzug aus der 1. Judo-Bundesliga und startete in der Regionalliga Süd. Dies geschah, um eine optimale Vorbereitung seiner Spitzenkämpfer auf die Olympischen Spiele 2016 zu gewährleisten. Seit 2017 ist die Mannschaft aus Abensberg wieder in der 1. Bundesliga vertreten.
Der VfL Wolfsburg, der von 1972 bis 1990 zehnmal Deutscher Meister werden konnte und dreimal den Europapokal der Landesmeister nach Deutschland holte, wurde vom TSV Abensberg abgelöst. Der VfL Wolfsburg ist heute nicht mehr in der Bundesliga vertreten. Der TSV München Großhadern kann in der ewigen Bestenliste zwölf Meisterschaften aufweisen. Der Münchner Verein holte zuletzt im Oktober 2015 den Titel des deutschen Mannschaftsmeisters und zog sich nach der Saison 2018 aus der Bundesliga zurück. Nachdem das Hamburger Judo Team und der TSV Abensberg von 2016 bis 2022 die Meisterschaft unter sich ausmachten, gewann der KSV Esslingen im Jahr 2023 den Titel und meldete daraufhin seine Mannschaft ab. Bemerkenswert ist, dass der KSV Esslingen zuvor bereits 8 mal Vizemeister wurde. Aktueller Titelträger ist der Remscheider TV, welcher 2024 zum ersten Mal an der Finalrunde teilnahm und direkt gewann.
Bei den Frauen sind die Judo Crocodiles Osnabrück Rekordmeister mit 6 gewonnenen Titeln. Diese Erfolge stammen jedoch bereits aus den Jahren 1992 bis 2000 und heute ist der Verein nicht mehr in der Bundesliga vertreten. Seit 2017 konnten die Frauen der TSG Backnang insgesamt 5 Meisterschaften feiern. Mit jeweils 4 Titeln folgen die Mannschaften der PSG Dynamo Brandenburg und des JC Leipzig. Auch diese beiden Teams verzichteten in den darauf folgenden Jahren auf ihr Startrecht und schieden aus der Bundesliga aus (Brandenburg 2016 und Leipzig 2017). Aktuelle Titelträgerinnen sind die Damen des JSV Speyer (3. Meisterschaft).
| Rang | Verein                 | Bundesliga-Meisterschaften |
| ---- | ---------------------- | -------------------------- |
| 1    | TSV Abensberg          | 23                         |
| 2    | TSV München Großhadern | 12                         |
| 3    | VfL Wolfsburg          | 10                         |

| Rang | Verein                       | Bundesliga-Meisterschaften |
| ---- | ---------------------------- | -------------------------- |
| 1    | Judo Crocodiles Osnabrück    | 6                          |
| 2    | TSG Backnang                 | 5                          |
| 3    | JC Leipzig                   | 4                          |
| 3    | PSG Dynamo Brandenburg Mitte | 4                          |

### Die Deutschen Meister der Judo-Bundesliga der Männer
| Saison | Deutscher Meister        | Vizemeister            | 3. Platz                | Quelle |
| ------ | ------------------------ | ---------------------- | ----------------------- | ------ |
| 2024   | Remscheider TV           | TSG Backnang           |                         |        |
| 2023   | KSV Esslingen            | TSV Abensberg          |                         |        |
| 2022   | TSV Abensberg            | Hamburger JT           |                         |        |
| 2021   | TSV Abensberg            | KSV Esslingen          |                         |        |
| 2020 * | Hamburger JT             | SUA Witten-Annen       |                         |        |
| 2019   | TSV Abensberg            | KSV Esslingen          | SUA Witten UJKC Potsdam |        |
| 2018   | Hamburger JT             | TSV Abensberg          |                         |        |
| 2017   | Hamburger JT             | KSV Esslingen          |                         |        |
| 2016   | Hamburger JT             | TSV Großhadern         |                         |        |
| 2015   | TSV Großhadern           | KSV Esslingen          |                         |        |
| 2014   | TSV Abensberg            | KSV Esslingen          |                         |        |
| 2013   | TSV Abensberg            | KSV Esslingen          |                         |        |
| 2012   | TSV Abensberg            | KSV Esslingen          |                         |        |
| 2011   | TSV Abensberg            | KSV Esslingen          |                         |        |
| 2010   | TSV Abensberg            | JC Leipzig             |                         |        |
| 2009   | TSV Abensberg            | Hamburger JT           |                         |        |
| 2008   | TSV Abensberg            | TSV Großhadern         |                         |        |
| 2007   | TSV Abensberg            | JC 90 Frankfurt (Oder) |                         |        |
| 2006   | TSV Abensberg            | JC 90 Frankfurt (Oder) |                         |        |
| 2005   | TSV Abensberg            | TSV Großhadern         |                         |        |
| 2004   | TSV Abensberg            | JC 90 Frankfurt (Oder) |                         |        |
| 2003   | TSV Abensberg            |                        |                         |        |
| 2002   | TSV Abensberg            | JC 90 Frankfurt (Oder) |                         |        |
| 2001   | TSV Großhadern           | JC 90 Frankfurt (Oder) |                         |        |
| 2000   | TSV Abensberg            | JC 90 Frankfurt (Oder) |                         |        |
| 1999   | JC 90 Frankfurt (Oder)   | TSV Abensberg          |                         |        |
| 1998   | JC 90 Frankfurt (Oder)   | TSV Abensberg          |                         |        |
| 1997   | TSV Abensberg            | JC 90 Frankfurt (Oder) | MTV Ingolstadt          | [ 12 ] |
| 1996   | TSV Abensberg            | MTV Ingolstadt         |                         | [ 13 ] |
| 1995   | TSV Abensberg            | JC 90 Frankfurt (Oder) |                         |        |
| 1994   | TSV Abensberg            | JC 90 Frankfurt (Oder) |                         |        |
| 1993   | TSV Abensberg            |                        |                         |        |
| 1992   | JC 90 Frankfurt (Oder)   | TSV Abensberg          |                         |        |
| 1991   | TSV Abensberg            |                        |                         |        |
| 1990   | VfL Wolfsburg            |                        |                         |        |
| 1989   | VfL Wolfsburg            |                        |                         |        |
| 1988   | TSV Großhadern           |                        |                         |        |
| 1987   | VfL Wolfsburg            |                        |                         |        |
| 1986   | VfL Wolfsburg            |                        |                         |        |
| 1985   | TSV Großhadern           |                        |                         |        |
| 1984   | TSV Großhadern           |                        |                         |        |
| 1983   | TSV Großhadern           |                        |                         |        |
| 1982   | JC Rüsselsheim           |                        |                         |        |
| 1981   | TSV Großhadern           |                        |                         |        |
| 1980   | TSV Großhadern           |                        |                         |        |
| 1979   | VfL Wolfsburg            |                        |                         |        |
| 1978   | VfL Wolfsburg            |                        |                         |        |
| 1977   | JC Rüsselsheim           |                        |                         |        |
| 1976   | VfL Wolfsburg            |                        |                         |        |
| 1975   | VfL Wolfsburg            |                        |                         |        |
| 1974   | VfL Wolfsburg            | TSV Abensberg          |                         |        |
| 1973   | VfL Wolfsburg            |                        |                         |        |
| 1972   | VfL Wolfsburg            | JC Rüsselsheim         |                         | [ 15 ] |
| 1971   | TSV Großhadern           |                        |                         |        |
| 1970   | TSV Großhadern           |                        |                         |        |
| 1969   | Post SV Düsseldorf       |                        |                         |        |
| 1968   | TSV Großhadern           | Polizei-SV Berlin      |                         | [ 16 ] |
| 1967   | Polizei-SV Hannover      |                        |                         |        |
| 1966   | Post SV Düsseldorf       |                        |                         |        |
| 1965   | Post SV Düsseldorf       |                        |                         |        |
| 1964   | Polizei-SV Berlin        |                        |                         |        |
| 1963   | Polizei-SV Hannover      |                        |                         |        |
| 1962   | Polizei-SV Berlin        |                        |                         |        |
| 1961   | 1. DJC Frankfurt am Main |                        |                         |        |
| 1960   | 1. DJC Frankfurt am Main |                        |                         |        |
| 1959   | SWW Hamborn              |                        |                         |        |
| 1958   | Polizei-SV Berlin        |                        |                         |        |
| 1957   | SWW Hamborn              |                        |                         |        |
| 1956   | VfL Berlin-Tegel         |                        |                         |        |

### Die Deutschen Meister der Judo-Bundesliga der Frauen
| Saison | Deutscher Meister            | Vizemeister                  | Quelle |
| ------ | ---------------------------- | ---------------------------- | ------ |
| 2024   | JSV Speyer                   | TSG Backnang                 |        |
| 2023   | TSG Backnang                 | JSV Speyer                   |        |
| 2022   | TSG Backnang                 | JSV Speyer                   |        |
| 2021   | TSG Backnang                 | JC 66 Bottrop                |        |
| 2020 * | BC Karlsruhe                 |                              |        |
| 2019   | JSV Speyer                   | TSG Backnang                 |        |
| 2018   | TSG Backnang                 | JSV Speyer                   |        |
| 2017   | TSG Backnang                 | JC Wiesbaden                 |        |
| 2016   | TSV Großhadern               | JSV Speyer                   |        |
| 2015   | JSV Speyer                   | TSG Backnang                 |        |
| 2014   | TSV Großhadern               | JSV Speyer                   |        |
| 2013   | JC Leipzig                   | PSG Dynamo Brandenburg Mitte |        |
| 2012   | JC Leipzig                   | TSV Großhadern               |        |
| 2011   | PSG Dynamo Brandenburg Mitte | JSV Speyer                   |        |
| 2010   | JC Leipzig                   | Kim-Chi Wiesbaden            |        |
| 2009   | PSG Dynamo Brandenburg Mitte | UJKC Potsdam                 |        |
| 2008   | UJKC Potsdam                 | JC Leipzig                   |        |
| 2007   | UJKC Potsdam                 | PSG Dynamo Brandenburg Mitte |        |
| 2006   | PSG Dynamo Brandenburg Mitte | UJKC Potsdam                 |        |
| 2005   | UJKC Potsdam                 | KSV Esslingen                |        |
| 2004   | JC Leipzig                   | PSG Dynamo Brandenburg Mitte |        |
| 2003   | JC Rüsselsheim               | UJKC Potsdam                 |        |
| 2002   | ASG Elsdorf                  | JC Rüsselsheim               |        |
| 2001   | ASG Elsdorf                  | JC Rüsselsheim               |        |
| 2000   | Crocodiles Osnabrück         |                              |        |
| 1999   | PSG Dynamo Brandenburg Mitte | VfL Sindelfingen             |        |
| 1998   | ASG Elsdorf                  |                              |        |
| 1997   | JC Saar                      | Judo Crocodiles Osnabrück    | [ 18 ] |
| 1996   | Crocodiles Osnabrück         |                              |        |
| 1995   | Crocodiles Osnabrück         |                              |        |
| 1994   | Crocodiles Osnabrück         |                              |        |
| 1993   | Crocodiles Osnabrück         |                              |        |
| 1992   | Crocodiles Osnabrück         |                              |        |
| 1991   | TSV Bayer 04 Leverkusen      |                              |        |